# José Maria Fabregat Vidal
José María Fabregat Vidal (Lleida, 10 de març de 1965) és un empresari i polític català, diputat al Parlament de Catalunya entre els anys 1995 i 2003. Actualment és administrador del Grup Agroindustrial Fabregat SL.

## Carrera política
A començaments dels anys 90 fou membre de la junta directiva de Nuevas Generaciones del Partido Popular (joventuts del Partit Popular), de la que també en fou secretari de la província de Lleida de 1993 a 1996.
A les eleccions al Parlament de Catalunya de 1995 es presentà com a cap de llista del Partit Popular de Catalunya a la província de Lleida. Obtingué 24 319 vots, cosa que suposà un 12,21% del total i li reportà dos diputats (ell mateix i Juan Barios Ortiz).
A les eleccions al Parlament de Catalunya de 1999, per segona vegada consecutiva, encapçalà la candidatura del PP a la província de Lleida. Obtingué 15 121 vots, cosa que suposà un 7,97% del total i que li reportà un sol diputat (ell mateix). El PP, en aquesta circumscripció, perdé quatre punts percentuals i 9 7000 vots, 4000 dels quals provenien de la capital, Lleida.

### Càrrecs que ha ocupat
- Regidor i portaveu del grup municipal a l'ajuntament de Torregrossa a les eleccions municipals espanyoles de 1995 i 1999.
- Membre del Consell Comarcal del Pla d'Urgell per Torregrossa el 1995.[8]
- Cap de llista del Partit Popular i diputat per la província de Lleida a les eleccions al Parlament de Catalunya de 1995 i 1999.[9][10][11][12] Durant el període de sessions fou president de la Comissió de Política Territorial i de Medi Ambient del Parlament de Catalunya.[13]
- Membre de la Comissió Organitzadora del 125è Aniversari de la Connexió Ferroviària Franco-Espanyola pels Pirineus Orientals.[14]
- Actualment és membre de l'Associació d'Antics Diputats del Parlament de Catalunya.[15]